# فريدا (فلم 2021)
فريدا (بالفرنسية: Freda)، هُو فيلم دراما هايتي صدر سنة 2012 وأخرجه Gessica Généus. في يونيو 2021، اختير الفيلم للتنافس ضمن فئة جائزة نظرة ما في دورة سنة 2021 من مهرجان كان السينمائي.

## وصلات خارجية
- مقالات تستعمل روابط فنية بلا صلة مع ويكي بيانات